# Departamento de Bouza
Bouza es un departamento situado en la región de Tahoua, de Níger. En diciembre de 2012 presentaba una población censada de 445 363 habitantes. Está formado por las siguientes comunas o municipios, que se muestran asimismo con población de diciembre de 2012:
- Allakaye 80,280
- Babankatami 65,906
- Bouza 101,445
- Déoulé 21,009
- Karofane 77,796
- Tabotaki 46,266
- Tama 52,661[1]